# وانگاری ماآتای
وانگاری ماآتای (به انگلیسی: Wangari Muta Maathai) (متولد ۱ آوریل ۱۹۴۰ در کنیا – درگذشته ۲۵ سپتامبر ۲۰۱۱) یک طرفدار حفظ محیط زیست بود که به خاطر تلاش‌هایش به منظور برقراری صلح و دموکراسی برنده جایزه صلح نوبل در سال ۲۰۰۴ میلادی شد.
وی در سال ۱۹۹۷ جنبش کمربند سبز را بنیاد نهاد. او توانست با کمک زنان دیگر حدود ۲ میلیون اصله نهال در کنیا بکارد.

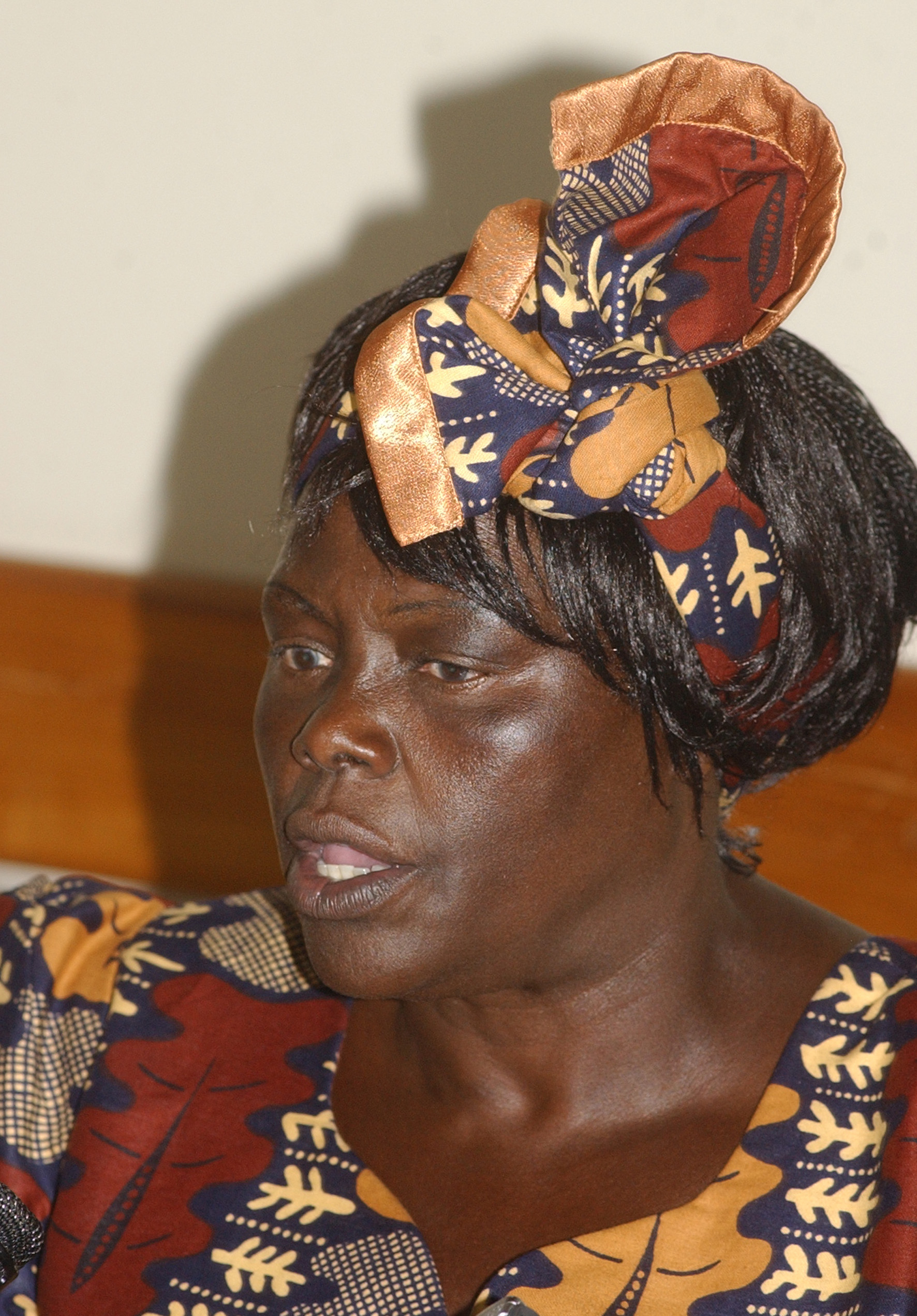

## پیوند به بیرون

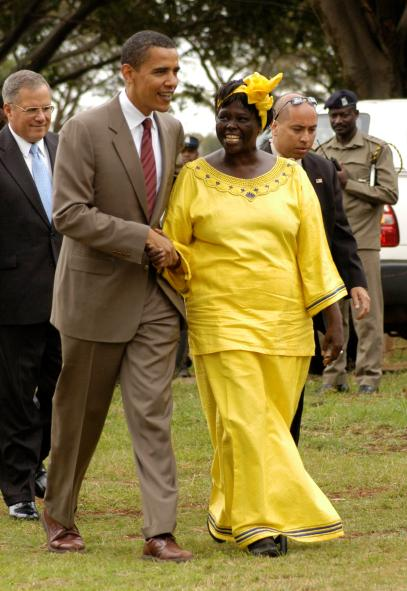
ماآتای و باراک اوباما در سال ۲۰۰۶ در نایروبی